# Kamal Abdelmarouf
Kamal Abdelmarouf est un officier soudanais.
Il est chef d'état-major de l'armée soudanaise de 2018 à 2019 puis vice-président du Conseil militaire de transition en avril 2019.